# Судьба (картина)
«Судьба» — картина известного художника-прерафаэлита Джона Уотерхауса, написанная в 1900 году.
В 1899 году в Южной Африке началась англо-бурская война, а весной 1900 года 350 художников участвовали в сборе средств в поддержку британских войск. После выставки картин в Лондонской Ратуше они были проданы с аукциона Кристис, который собрал 12 000 фунтов стерлингов в пользу фонда Artists' War Fund. «Судьба» была написана специально по этому поводу, над росписью Уотерхаус написал Artists' War Fund. Картина была выделена как одна из наиболее примечательных на выставке.